# 貝尼延尼區
36°34′31″N 4°12′27″E / 36.5752°N 4.2076°E
貝尼延尼區（阿拉伯语：‎），是阿爾及利亞的行政區，位於該國北部，由提濟烏祖省負責管轄，首府設於貝尼延尼，面積83平方公里，2008年人口15,151，人口密度每平方公里183人。